# 1265
1265 (MCCLXV) var ett normalår som började en torsdag i den julianska kalendern.

## Händelser

### Februari
- 5 februari – Sedan Urban IV har avlidit året innan väljs Gui Faucoi till påve och tar namnet Clemens IV.[1]

## Födda
- 10 maj – Fushimi, japansk kejsare.
- maj – Dante Alighieri, (död 1321) italiensk författare.
- Maria de Molina, kastiliansk regent.

## Avlidna
- 16 maj – Simon Stock, engelsk karmelitmunk och helgon.
- Simon de Montfort d.y., engelsk politiker.